# 鲁德拉玛·德维
鲁德拉玛·德维女邦主（Rani Rudrama Devi，？-1289或1295年），又名Rudradeva Maharaja，有时拼写为Rudramadevi或Rudrama-devi，她是德干高原上首都为瓦朗加尔（今特伦甘纳邦）的卡卡提亞王朝的一位君主，1263年继位。在印度次大陸，她是少数几个女王之一，为了继承王位，她还曾经女扮男装。
1261年至1262年，鲁德拉玛·德维可能与她的父亲加纳帕蒂德瓦（Ganapatideva）共同开始王国的统治。她于1263年取得完全主权。
与她的卡卡提亚前辈不同，她选择招募许多不是贵族的人作为战士，给予他们土地税收的权利以换取他们的支持。这是一个重大的变化，她的继任者和后来的毗奢耶那伽罗王朝都贯彻了这个政策。
鲁德拉玛·德维在开始统治后不久就面临着东部东恒伽王朝和雅達瓦王朝的挑战。她击败了前者，并在1270年代把后者赶到哥达瓦里河以外，并且还击败了被迫在Andhra西部割让领土的Yadava。一段断断续续的卡纳达语铭文还指出，卡卡提亚将军Bhairava可能在1263年或之后击败了Yadava军队，这可能是他对Mahadeva入侵的干预。Mahadeva的一枚硬币上刻着卡卡提亚的象征筏罗诃，带有Yadava的符号；筏罗诃可能被卡在摩诃德瓦的硬币上，以纪念卡卡提亚的胜利。
然而，在1273年Kayastha酋长Ambadeva成为其族长后，她在处理内部异议方面失败了。Ambadeva反对从属于卡卡提亞，他控制了安得拉邦西南部的大部分地区也就是现在的贡土尔县。

## 家庭和继承

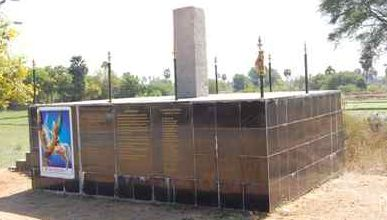
鲁德拉玛·德维的铭文

鲁德拉玛·德维可能在1240年嫁给了Virabhadra，他是遮娄其王朝一个分支成员。这几乎可以肯定是她父亲为建立联盟而设计的政治婚姻。Virabhadra几乎没有记录，并且没有参与她的管理。这对夫妻有两个女儿。
鲁德拉玛·德维可能在1289年与Ambadeva战斗时死亡，尽管有些消息称她直到1295年才死去。她的继承人是外孙Prataparudra，继承了一个比鲁德拉玛·德维登上王位时还小的王国。

## 大众文化
电影制片人Gunasekhar制作了一部泰卢固电影《鲁德拉玛德维》，讲述鲁德拉玛·德维生平，由安努舒卡·謝蒂，Allu Arjun，拉納·達古巴提和Krishnam Raju主演。